# Brachymeles ligtas
Brachymeles ligtas — вид сцинкоподібних ящірок родини сцинкових (Scincidae). Ендемік Філіппін.

## Поширення і екологія
Brachymeles ligtas мешкають на острові Лубанг, можливо, також на сусідніх островах. Вони живуть у вологих тропічних лісах, в пухкому ґрунті, серед опалого листя та в гнилій деревині.